# James Murdoch MacGregor
James Murdoch MacGregor (ur. 14 lutego 1925 w Paisley w hrabstwie Renfrewshire, zm. 2008), szkocki pisarz science-fiction, znany pod pseudonimem J.T. McIntosh.
Opublikował ponad dwadzieścia powieści. W Polsce wydano zbiór jego opowiadań Dziesiąte podejście (Wydawnictwo Alfa, 1988).
Mieszkał w Aberdeen.